# China van A tot Z

Locatie van China

Op deze pagina staan alle zaken die betrekking hebben op China. Voor mensen die op behoefte hebben om te zoeken in kleinere deelgebieden, is er een aantal lijsten met alternatieve indelingen. Alle zaken die in de alternatieven indelingen staan zijn ook op deze overkoepelende pagina opgenomen.
- Voor alternatieve indelingen zie ook Hongkong van A tot Z en Taiwan van A tot Z

## A
Aap (astrologie) -
Abacus -
Acupunctuur -
Adly -
Aksai Chin -
Aksu -
Altay -
Amis -
Amoer -
Ang Lee -
Anhui -
Ankang -
Anlu -
Annette Lu -
Anshan (China) -
Anyang -
APEC -
Arunachal Pradesh -
Atayal -
Atayalische talen -
Austronesische talen -
Avalokitesvara

## B
Babuza -
Badong -
Bamboe -
Bamboescheut -
Baoshan Lu -
Bardo -
Basay -
Beiqiao -
Bende van Vier -
Bergvolk -
Bestuur en staatsinrichting van de Chinese Volksrepubliek -
Binnen-Mongolië -
Biung -
Bixie -
Boeddhisme -
Boek van Veranderingen -
Bokseropstand -
Bön -
Brawbaw -
Bruce Lee -
Bu Xiangzhi -
Budai -
Bunun (taal) -
Bununtalen -
Buskruit

## C
Caobao Lu -
Caoxi Lu -
Caoyang Lu -
Cao Ren -
Centraal-Amis -
Centraal-Bunun -
Centrale talen (Oost-Formosaans) -
Iris Chang -
Changsha -
Changshu Lu -
Chengdu -
Chengkung-Kwangshaans -
Changning (stad) -
Changsha -
Chenzhou -
Chiang Kai-shek -
Chifeng Lu -
China -
China Construction Bank -
China Open (snooker) -
Chinapeer -
China Super League -
Chinese astrologie -
Chinese cijfers -
Chinese cultuur -
Chinese gerechten -
Chinese kalender -
Chinese keizerrijk -
Chinese kumquat -
Chinese Muur -
Chinees dammen -
Chinees schaken -
Chinese talen -
Chinese uitvindingen -
Chongming -
Chongqing -
Chongyangfestival -
Chongzhen -
Chunshen Lu -
Cikosowaans -
Cixi -
Communisme -
Communistische Partij van China -
Confucianisme -
Confucius -
Culturele Revolutie

## D
Dalian -
Daoguang -
Deng Xiaoping -
Deng Yingchao -
Dertien Factorijen -
Dijiang -
Discovery Bay -
Dongbaoxing Lu -
Dongchang Lu -
Dongchuang Lu -
Dongfang Lu -
Draak -
Drakendans -
Drie Koninkrijken -
Drieklovendam -
Duhtu -
Dujiangyan -
Dujiangyan-irrigatiesysteem -
Dunhuang

## E
Economie van de Volksrepubliek China -
Eerste Chinees-Japanse Oorlog -
Eerste Opiumoorlog -
Eeuwpark -
Emei Shan -
Ezhou

## F
Falun Gong -
Fan Kuan -
Fenghua -
Feng Huang -
Formosa -
Formosaanse talen -
Fort Zeelandia (Formosa) -
Foshan -
Fujian -
Fujin -
Fushun -
Fuxin -
Fuyang -
Fuzhou (Fujian) -
Fuzhou (Jiangxi)

## G
Gansu -
Gao Xingjian -
Gele Rivier -
Gele Zee -
Geschiedenis van China -
Geschiedenis van Volksrepubliek China -
Gezichtsverlies -
Gongfu Xincun -
Gongkang Lu -
Guangdong -
Guangxi -
Guangxu -
Guangzhou -
Guangzhou Circle -
Guanyin -
Guiguzi -
Guilin -
Guicheng -
Guiyang -
Guizhou -
Guomindang -

## H
Hainan -
Han-dynastie -
Hangzhou -
Hanyu pinyin -
Hanzhong Lu -
Hanzi -
Hebei -
Heilongjiang -
Henan -
Henan Zhong Lu -
Hengshan Lu -
Hengyang -
Himalaya -
Hmong -
Hoanya (dialect) -
Hong Taiji -
Hongkong -
Hongkou (district) -
Hongkou Football Stadium -
Hongqiao Lu -
Chinese horoscoop -
Huangpi Nan Lu -
Huangpu Jiang -
Huangpupark -
Huangpu (district) -
Huaning Lu -
Hubei -
Hulan Lu -
Hunan -
Hu Jintao

## I
Irtysj -
Islam in China -
ISO 3166-2:CN

## J
Jadekeizer -
Jaden Boeddhatempel -
Jak -
Jangtsekiang -
Japans-China -
Jianchuan Lu -
Jiangsu Lu -
Jiangwan Zhen -
Jiang Qing -
Jiang Zemin -
Jiangsu -
Jiangxi -
Jiaqing -
Jiaxiang -
Jilin (stad), -
Jilin (provincie) -
Jin-dynastie -
Jinn-dynastie -
Jing'an Temple -
Jingyi Le -
Jinjiangpark -
Jinping Lu -
Jinshajiang Lu -
Jujube

## K
K2 -
Kaliyawaans -
Kangxi -
Kangxi-woordenboek -
Kangxi-radicalen -
Kantonees -
Kantonese keuken -
Kantonese opera -
Kantonezen -
Kantonsysteem -
Karakoram -
Kareovaans -
Kasjmir -
Kashgar -
Kavalaans -
Ketangalaans -
Ki-Lin -
Koningscobra -
Koeblai Khan -
Koreaanse vuurbuikpad -
Kulon-Pazeh -
Kungfu -
Kung Fu (televisie) -
Kwomintang-China

## L
Labuaans -
Lamai -
Lange Mars (raket) -
Laozi -
Lhasa -
Lianhua Lu -
Liaoning -
Lijst van Chinese autosnelwegen -
Lijst van premiers van de Volksrepubliek China en Taiwan -
Lijst van staatshoofden en partijleiders -
Lijst van Chinese uitvindingen -
Lijst van talen in Taiwan -
Li Keqiang -
Linaw-Qauqaul -
Longcao Lu -
Longyang Lu -
Lü Dongbin -
Lujiazui -
Lunyu -
Luwan (district) -
Lu Xun -
Lychee

## M
Macau -
Maga -
Makatao -
Malayo-Polynesische talen -
Mandarijn (functie) -
Mandarijn (taal) -
Mantauran -
Mantsjoekwo -
Mantsjoerije -
Mao Zedong -
Maoïsme -
Marco Polo -
Mars van de vrijwilligers -
Metro van Shanghai -
Ming-dynastie -
Minhang Development Zone -
Min Jiang (Fujian) -
Min Jiang (Sichuan) -
Minpubrug -
Mongolen -
Mount Everest -
Chinese muziek

## N
Nan Chao -
Nanjing -
Nanwang -
Nataoraans Amis -
Nataoraans (dialect) -
Natawraans (dialect) -
Nederlanders op Formosa -
Nieuw Leven Beweging -
Nieuwjaar in China -
Ningbo -
Ningxia -
Noord-Bunun -
Noordelijk-Amis -
Noordelijke Wei -
Noordelijke Oost-Formosaanse talen -
Noorderse talen (Tsouïsch) -
Nurhaci -
Nüshu

## O
Olympische Zomerspelen 2008 -
Oost-Chinese Zee -
Oost-Formosaanse talen -
Opiumoorlog -
Orde van de Dubbele Draak -
Ordos -
Overzeese Chinezen

## P
Paiwaans -
Paiwanische talen -
Pangsoia-Dolatok -
Papora-Hoanya -
Paraceleilanden -
Peking -
Peking Express -
Pengpu Xincun -
PetroChina -
Pinaans -
Plein van de Hemelse Vrede -
Poavosa (dialect) -
Pokpok -
Porselein -
Potala-
Provincies van China -
Politiek -
Premier van de Volksrepubliek China - 
Puxi -
Pyuma -

## Q
Qi -
Qian'an -
Qiandaomeer -
Qianjiang -
Qianlong -
Qidong -
Qin-dynastie -
Qingcheng -
Qingdao -
Qinghai -
Qing-dynastie -
Qingtongxia -
Qingyang -
Qingyuan -
Qinhuangdao -
Qiqihar -
Quanzhou -
Matthijs Quast -
Qufu -
Qujing -
Quzhou

## R
Randai (dialect) -
Renqiu -
Republiek China (1911-1928) -
Reuzenpanda -
Ridaw -
Rizhao -
Rode Boekje -
Rui'an -
Ruichang -
Rukai (taal) -
Rukai (volk) -
Ruzhou

## S
Saisiyat -
Sakizaya -
SARS -
Shaanxi -
Shan he gu ren -
Shandong -
Shaksgam -
Shanghai Changjiang Daqiao -
Shanghai Circus World -
Shanghai Darts Masters (2016, 2017, 2017) -
Station Shanghai -
Shanghai Stadium -
Shang-dynastie -
Shangyang -
Shanxi -
Shaolin -
Shenyang -
Shenzhen -
Shenzhou (Hebei) -
Shenzhou (ruimtevaart) -
Shibukun -
Shilong Lu -
Shimen 1 Lu -
Showinval -
Shtafari -
Sichuan -
Siraya (dialect) -
Siraya (taal) -
Shanghai -
Shanghai Metrolijn 1 -
Shanghai Metrolijn 2 -
Shanghai Metrolijn 3 -
Shanghai Metrolijn 4 -
Shanghai Metrolijn 5 -
Song Meiling -
Station Shanghai-Zuid -
Sqoleq -
Sun Yat-sen -
Sutongbrug -
Suzhou (rivier)

## T
Taai (dialect) -
Tai chi -
Taipei -
Taivoaans -
Taiwan -
Takopulaans -
Tanaans -
Tao Te Ching -
Taoïsme -
Taokas -
Taroko -
Tavalong-Vataan -
Tekedaya -
Terracotta leger -
Teruku -
Te'uda -
Thao -
The Last Emperor -
Thee -
Tianjin -
Tibet -
Toba -
Tona -
Tondai -
Tonghe Xincun -
Tongzhi -
Trobiawaans -
Ts'ole' -
Tsou (taal) -
Tsou (volk) -
Tsouïsche talen -
Tungho -
Tweede Chinees-Japanse Oorlog -
Tweede Opiumoorlog -

## U
Uitvindingen -
Ulanqab -
Ürümqi

## V
Val van de Ming-dynastie -
Verboden Stad -
VOC -
Volksplein (Shanghai) -
Volksrepubliek China

## W
Waibaidubrug -
Waihuan Lu -
Wang Mang -
Nina Wang -
Wenjing Lu -
Wenling -
Wenshui Dong Lu -
Wenshui Lu -
Wen Jiabao -
Wenzhou -
Wijnbouw in China -
Chien-Shiung Wu -
Wuchuan -
Wushu

## X
Xi'an -
Xianfeng -
Xiaowen keizer -
Xiaoyi -
Xinhai-revolutie -
Xinjiang -
Xinjiangovenator -
Xin Zhuang -
Xinzha Lu -
Xuantong -
Xuhui (district) -
Xujiahui -
Xupubrug

## Y
Yan'an Xi Lu -
Yanchang Lu -
Yang Bin -
Yang Jiechi -
Yang Liwei -
Yangpu (district) -
Yangpubrug -
Yangquan -
Yangzhou -
Yangzi Jiang -
Yichang -
Yindu Lu -
Yin Yang -
Yishan Lu -
Yonghetempel -
Yongji -
Yongzheng -
Yuan-dynastie -
Yuanping -
Yuan Shikai -
Yue -
Yueliang Shan -
Yunnan -
Yuyao

## Z
Zhang Heng -
Zhangjiang -
Zhangjiajie -
Zhejiang -
Zheng He -
Zhenping Lu -
Zhongshan Bei Lu -
Zhongshanpark -
Zhongshanpark (Shanghai) -
Zhongtan Lu -
Zhou Enlai -
Zhuang -
Zhuanqiao -
Zhu Rongji -
Zhu Shijie -
Zijde -
Zijderoute -
Zijdevlinder -
Zixing -
Zuid-Chinese Zee -
Zuid-Bunun -
Zuidelijk-Amis